# Roberto Di Stefano
Roberto Di Stefano (Napoli, 20 novembre 1926 – Napoli, 14 giugno 2005) è stato un ingegnere e storico dell'architettura italiano, specialista nella teoria del restauro.

## Biografia
Roberto Di Stefano professore emerito dell'Università degli Studi di Napoli Federico II.
Calogero Roberto Di Stefano si sposa giovanissimo nel 1947 ed è già titolare dal 1944 di una società di costruzioni insieme all'amico di una vita Antonio Coppola, che diverrà un'importante impresa di costruzioni impegnata in opere di restauro architettonico, di ristrutturazione edilizia e di nuovi fabbricati. Nel 1955 si laurea in Ingegneria civile presso, l'Università degli Studi di Napoli Federico II, discutendo una tesi su “Progettazione architettonica”, relatore Luigi Cosenza.
In pochi anni, con la guida di Roberto Pane il mentore del quale diventerà inseparabile assistente ed amico - si abilita alla libera docenza in Restauro dei monumenti (1965). Con Pane frequenta lo studio dell'editore Riccardo Ricciardi dove incontrerà quel gruppo di importanti intellettuali napoletani cresciuti alla scuola di Benedetto Croce, come Gino Doria, Fausto Nicolini, alimentando gli studi di estetica e di storia dell'Architettura.
I suoi primi scritti ebbero quindi per oggetto trattazioni di storia dell'architettura, come, nel 1957, La casa di Giambattista Vico in “Il Fuidoro”, a cui hanno collaborato tra gli altri Gino Doria e Riccardo Filangeri. Collabora con Pane alla direzione della prestigiosa rivista Napoli Nobilissima, il cui fondatore era stato proprio Benedetto Croce. Nel 1960 è nominato assistente, fino al 1967, alla cattedra di “Restauro dei monumenti” all'Università di Napoli di cui è ordinario dal 1970 oltre che direttore dell'Istituto di Storia dell'architettura.
Nel 1965 è tra i membri fondatori dell'ICOMOS - International Council on Monuments and sites di Pietro Gazzola, Roberto Pane, Guglielmo De Angelis D'Ossat organizzazione istituita successivamente alla sua partecipazione al II Congresso Internazionale degli Architetti tenutosi a Venezia nel 1964 in cui fu redatta la Carta Internazionale del Restauro cosiddetta appunto Carta di Venezia. Dal 1968 è iscritto all'Ordine dei Giornalisti. Nel 1972 fonda e dirige la Rivista Restauro – “Quaderni di Restauro dei Monumenti e Urbanistica dei Centri Antichi” - rivista prestigiosissima che pubblicherà fino alla sua morte.
Roberto Di Stefano è il secondo Presidente dell'ICOMOS Italiana dal 1978 al 1984 succeduto al fondatore Guglielmo De Angelis D'Ossat e l'unico italiano ad essere stato eletto Presidente mondiale dell'ICOMOS dal 1987 al 1990, e poi Presidente Onorario dell'ICOMOS Italiana dal 1991 e ancora Presidente per il primo biennio 1999-2002. Numerosi sono gli impegni scientifici internazionali che lo hanno visto professore nel 1970 in Australia per il corso di lezioni presso la facoltà di Architettura di Melbourne; nel 1983 Visiting Professor presso l'Università di Buenos Aires, corso che terrà per numerosi anni accademici; fu Professore Onorario e ricevette la laurea Honoris Causa presso l'Università di Thessalonica nel 1995.
Nel 1976 fonda la Scuola di Specializzazione di Restauro dei Monumenti insieme a Roberto Pane, di cui diverrà Direttore dall'a.a 1976 – 1977 fino alla sua morte. Fu chiamato come Esperto Architettonico presso l'UNESCO dove svolse numerosi incarichi, tra i quali le missioni al Cairo per la Sinagoga di Ben Ezza, in Argentina per le missioni Gesuitiche, e in Grecia per il Restauro del Parthenone, in Brasile (1980) per il Restauro della Chiesa di San Miguel in Rio Grande.
Nel 1981 gli viene conferita la medaglia d'oro per la scuola, la cultura e l'arte dal Presidente della Repubblica Italiana. Numerosissimi gli incarichi professionali svolti e gli interventi scientifici e direttivi in varie Facoltà Italiane ed Estere: istituisce una rete di Centri di Ricerca, oltre alla Scuola di Specializzazione di Restauro dei Monumenti di Napoli (1974), presso il Convento in Santa Maria del Pozzo in Somma Vesuviana, l'Istituto Europeo di Restauro presso la Villa Rufolo in Ravello.
Maurizio Di Stefano, Ingegnere, Architetto, specializzato in Restauro dei Monumenti nell'Università di Napoli Federico II, è il figlio di Roberto Di Stefano che ha censito e catalogato sia le opere di Roberto Di Stefano che la prestigiosa Biblioteca specialistica intitolata Roberto & Maurizio Di Stefano, aderente al polo SBN-NA e all'ICCU. La forte componente professionale è dominante nella formazione di Roberto Di Stefano che svolgerà centinaia di progetti di direzione dei lavori nel campo dell'architettura e del restauro, tra cui ricordiamo il restauro del Duomo di Napoli, il restauro del portale di Santa Chiara, il restauro della Villa Campolieto a Ercolano, della Certosa di San Martino, della Certosa di San Giacomo a Capri, si è dedicato agli studi sulla Torre di Pisa, di cui fu ingegnere capo.